# Zhang Linpeng
Zhang Linpeng (chinesisch 张琳芃, Pinyin Zhāng Línpéng; * 9. Mai 1989 in Jinan, Shandong) ist ein chinesischer Fußballspieler, der für Guangzhou Evergrande in der chinesischen ersten Liga spielt. In Anlehnung an die Spielweise des spanischen Fußballers Sergio Ramos, welcher Zhangs ähnelt, wird er auch Zhangmos (chinesisch 张莫斯) genannt. Zhang ist Verteidiger mit starkem Offensivdrang, außerdem ist er für seine guten Zweikämpfe und sein Stellungsspiel bekannt. Zhang wird vom italienischen Fußballtrainer Marcello Lippi hoch gelobt, Lippi bezeichnete ihn sogar als „den besten chinesischen Fußballer in der Chinese Super League“.

## Karriere

### Verein
Schon früh wurde Zhangs Talent erkannt, 2006 gab er sein Debüt für Shanghai SIPG, mit dem er 2007 in die zweite Liga aufstieg. Mit seinem Verein spielte Zhang eine wichtige Rolle in der zweiten Liga, 2009 verfehlte man den Platz zu den Aufstiegrängen mit dem 4. Platz nur knapp. Seine guten Leistungen im Verein brachten ihm eine unerwartete Nominierung für die chinesische Nationalmannschaft, wo er sich mit einem Tor gegen Jordan empfehlen konnte. Schließlich wurde er 2010 für 12 Millionen ¥ vom chinesischen Erstligisten Guangzhou Evergrande gekauft. Sein erstes Ligaspiel für Guangzhou machte er am 2. April 2011 gegen Dalian Shide, Guangzhou gewann das Spiel mit 1:0. Mit seinem neuen Verein gewann Zhang den ersten Titel in der Vereinsgeschichte im Jahr 2012. Seit 2013 ist er fester Stammspieler auf der rechten Abwehrseite.

### Nationalmannschaft
Zhang spielte für die U-20 und die U-23 Chinas. 2008 führte er die seine Mannschaft als Kapitän während der U-19-Fußball-Asienmeisterschaft bis ins Halbfinale. Anschließend spielte er für die U-23 bei den Ostasienspielen 2009, die Mannschaft schied jedoch bereits in der Vorrunde aus. Trotz des enttäuschenden Abschneidens bei den Ostasienspiele wurde Zhang – damals noch Zweitligaspieler – in die erste Auswahl für China von Gao Hongbo berufen. Bei seinem ersten Einsatz gegen Jordan erzielte Zhang gleich seinen ersten Treffer und machte auf sich aufmerksam. Beim Sieg der Fußball-Ostasienmeisterschaft 2010 war Zhang im Kader, außerdem nahm er am Asien-Cup 2011 teil. 2022 wechselte er zum Ligakonkurrenten Shanghai Port FC.

## Privates
Zhang Linpeng ist ein Hui-Chinese.